# Francesco Mercuri
Francesco Mercuri (Polistena, 22 novembre 1904 – Polistena, 6 settembre 1968) è stato un mafioso italiano della 'ndrangheta, capobastone della 'Ndrina Guerrisi Mercuri. Sposò Pasqua Guerrisi, figlia di Domenico, capobastone del locale di Polistena nel 1902.

## Biografia
Originario di Melicucco, ai tempi frazione di Polistena, Inizia la sua latitanza negli anni trenta poi arrestato per pascolo abusivo, appropriazione indebita di terreni e possesso di armi da fuoco. Francesco Mercuri, detto U Zzi Cicciu o U Malandrinu, si stabilì nella Polistena vecchia, acquistando molti terreni  e associandosi poi alla famiglia Corica, dove controllavano il mercato del bestiame, decisero anche in merito a matrimoni e litigi tra vicini di casa. Al Mercuri nel 1939 gli vengono confiscati degli immobili e terreni, e già nel 1950 era detenuto nel carcere di Cinquefrondi (con Valente Edoardo e Giuseppe Lamanna) venne nuovamente arrestato nel 1952, e condotto nel carcere di Palmi. Non fu, per altro, l'unico membro della famiglia ad essere arrestato; lo furono anche suoi familiari per pascolo abusivo, appropriazione indebita di terreni e possesso di armi da fuoco: Nino Mercuri (detto Coppulinu), Vincenzo Macrì, Antonio Cotrone (detto U Zoppu), Michele Zurzolo, Michelangelo Muià (detto 'Mpernu). Francesco Mercuri morì il 6 settembre 1968, seguito l'anno seguente dalla moglie, con la famiglia che si divise tra Roma e Polistena.